# Lijst van afleveringen van Bucket & Skinner's Epic Adventures
Dit is een lijst van afleveringen van de televisieserie Bucket & Skinner's Epic Adventures.

## Overzicht
| Seizoen | Afleveringen | Uitgezonden      | Uitgezonden     |
| Seizoen | Afleveringen | Seizoenspremiere | Seizoensfinale  |
| ------- | ------------ | ---------------- | --------------- |
| 1       | 26           | 1 juli 2011      | nog niet bekend |

## Seizoen 1: 2011-12
- George Back is afwezig voor negen afleveringen.

Het hele seizoen is in Nederland uitgezonden
| Serie # | Titel            | Regie                  | Script                            | Uitzenddatum      | Kijkcijfers |
| --- | ---------------- | ---------------------- | --------------------------------- | ----------------- | ----------- |
| 1 | Epic Election    | Leonard R. Garner, Jr. | Boyce Bugliari & Jamie McLaughlin | 1 juli 2011       | 2.0         |
| Bucket (Taylor Gray) geeft zich op om klassenpresident te worden om indruk te maken op Kelly (Ashley Argota) Maar hij heeft hulp nodig om te winnen want hij is niet zo populair als Aloe (Glenn McCuen) die ook meedoet. Piper (Tiffany Espensen) suggereert om geruchten te verspreiden dat Bucket en Kelly aan het daten zijn om hem hierbij te helpen winnen. |                  |                        |                                   |                   |             |
| 2 | Epic Girls       | Leonard R. Garner, Jr. | Boyce Bugliari & Jamie McLaughlin | 1 juli 2011       | 1.800.000   |
| Bucket en Skinner (Dillon Lane) sluipen naar binnen op Aloe's feest door als meisjes verkleed te gaan. Skinner gaat als Beyonce, en Bucket gaat als Gaga, maar ze vergeten hun gewone kleding mee te nemen. Sven vindt Beyonce wel erg leuk. Daarom problemen in de kamer van Aloe kleren te krijgen. Piper probeert ondertussen Three Pieces (George Back) uit te leggen dat hij geen kapotte goederen mag verkopen. |                  |                        |                                   |                   |             |
| 3 | Epic Jobs        | Roger Christiansen     | Boyce Bugliari & Jamie McLaughlin | 2 juli 2011       |             |
| Bucket en Skinner hebben per ongeluk de boot van Kelly vernield. Bucket en Skinner moeten een baan zoeken om de schade voor de boot te kunnen betalen. Piper is in staat om hen banen te geven bij Taco, Taco, Taco verkleed in kostuums voor reclame. Ondertussen gaat Kelly werken als een badmeester samen met Aloe maar Kelly vindt hem een beetje raar. Absent: George Back als Three Pieces |                  |                        |                                   |                   |             |
| 4 | Epic Brains      | Leonard R. Garner, Jr. | Harry Hannigan & Shawn Simmons    | 3 juli 2011       | 1.800.000   |
| Als gevolg van een papiermix voor een test belanden Bucket en Skinner per ongeluk in de hoogbegaafd klas. Bucket besluit het te vertellen dat het mis is gegaan. Toch denken Bucket en Skinner er anders over nadat Piper heeft verteld dat de hoogbegaafde kinderen 's middags vrij krijgen. Dus besluiten ze uiteindelijk te blijven. Aloe komt erachter en verteld aan de leraar dat Bucket en Skinner een motor hebben gebouwd en de leraar deze moet zien op de wetenschapbeurs. De jongens moeten dus proberen om er een te maken om in de klas te blijven. Ondertussen krijgt Piper een B op haar proefwerk en wordt boos op de leraar, maar Kelly neemt het voor de leraar op. Absent: George Back als Three Pieces |                  |                        |                                   |                   |             |
| 5 | Epic Dancer      | Roger Christiansen     | May Chan & Elliott Owen           | 9 juli 2011       | 2.600.000   |
| Bucket en Skinner vermoeden dat Kelly's date naar de schooldans iemand anders is dan Bucket. Ondertussen helpt Piper Three Pieces over zijn angst voor water heen te komen voor zijn oude surfteam reünie. |                  |                        |                                   |                   |             |
| 6 | Epic Musical     | Mark Cendrowski        | Boyce Bugliari & Jamie McLaughlin | 15 juli 2011      | 2.700.000   |
| Bucket doet auditie voor de hoofdrol in de schoolmusical, zodat hij kan zoenen met Kelly terwijl Skinner auditie doet voor de pratende boom. Aloe krijgt uiteindelijk de hoofdrol om zijn vader te bedanken die een groot bedrag heeft gedoneerd voor het theater. Ondertussen, Three Pieces gaat akkoord om Piper te helpen goed te laten zingen in de musical met wat technologie. Gast: Patrick Bristow als Mr. St. Troy |                  |                        |                                   |                   |             |
| 7 | Epic Rockstar    | Roger Christiansen     | May Chan & Elliott Owen           | 22 juli 2011      | 2.400.000   |
| Zangeres Sara Bareilles, keert terug naar haar geboortestad van Pacific Bluffs om daar een schrijfwedstrijd te organiseren voor een nieuw lied. Het winnende lied zal te vinden zijn op het volgende album van Sara. Bucket en Skinner besluiten mee te doen en winnen, maar als Bucket beseft dat hij per ongeluk een liefdeslied voor Kelly heeft ingestuurd, moeten de jongens vechten om het nummer terug te krijgen. Piper wordt gedwongen om een week lang aardig te zijn voor Bucket, zo besluit ze te helpen, maar wanneer de laatste stap moet worden gedaan is haar tijd op. Speciale gast: Sara Bareilles als zichzelf Absent: George Back als Three Pieces                                                      |                  |                        |                                   |                   |             |
| 8 | Epic Escape      | Leonard R. Garner, Jr. | Harry Hannigan & Shawn Simmons    | 30 juli 2011      | 2.600.000   |
| Skinner moet nablijven op een speciale surfdag, en Bucket probeert alles om ook na te blijven, alleen om het vaak aan te horen van Skinner dat hij hem heeft geholpen. Kelly moet uiteindelijk ook nablijven door wat ze bij de leraar heeft gedaan. Bucket moet ook nablijven maar moeten ervoor zorgen dat ze kunnen ontsnappen aan de vervelende verpleegkundige. Ondertussen krijgt Aloe een klap op zijn hoofd door een surfplank en begint te denken dat Sven's assistent is. Sven besluit mee te spelen en doet bazig, totdat hij wordt geraakt door een andere surfplank. Piper probeert onder gym uit te komen met een excuus. Absent: George Back als Three Pieces                                                |                  |                        |                                   |                   |             |
| 9 | Epic Wingman     | Leonard R. Garner, Jr. | Boyce Bugliari & Jamie McLaughlin | 13 augustus 2011  | 2.800.000   |
| Bucket gaat akkoord dat hij als wingman moet voor een dubbele date met Aloe. Piper gebruikt Skinner bij het winnen van de spellingbij. |                  |                        |                                   |                   |             |
| 10 | Epic Babysitters | Lynn McCracken         | Harry Hannigan & Shawn Simmons    | 16 september 2011 | 3.2         |
| Bucket en Skinner moeten oppassen op Piper voordat ze met Kelly naar een concert kunnen, en dat blijkt moeilijker dan verwacht. Absent: George Back als Three Pieces |                  |                        |                                   |                   |             |
| 11 | Epic Bobo        | Roger Christiansen     | Boyce Bugliari & Jamie McLaughlin | 23 september 2011 | 2.300.000   |
| Problemen genoeg voor Bucket, Skinner en Aloe nadat ze een erg zeldzame surfplank kapot maken. Ze proberen deze te vervangen. |                  |                        |                                   |                   |             |
| 12 | Epic Takeover    | Roger Christiansen     | Harry Hannigan & Shawn Simmons    | 30 september 2011 | 2.500.000   |
| Three Pieces besluit om een campingreis te maken en Aloe neemt de zaak over doordat hij een dag te laat heeft betaald. Skinner moet de winkel terugwinnen door een surfwedstrijd, maar verstuikt zijn enkel. Nu is het aan Bucket om de winkel te redden. |                  |                        |                                   |                   |             |
| 13 | Epic Dates       | Trevor Kirschner       | May Chan & Elliott Owen           | 7 oktober 2011    | 2.800.000   |
| Bucket en Skinner komen erachter dat ze daten met hetzelfde meisje (Samantha Boscarino). Aloe wordt de coach van Piper's softbal team. Absent: George Back als Three Pieces |                  |                        |                                   |                   |             |